# Renata Fatla
Renata Fatla (ur. 22 listopada 1967 w Bielsku-Białej) – polska modelka i fotomodelka, Miss Polonia 1986.

## Życiorys

### Edukacja
Renata Fatla jest absolwentką Liceum Plastycznego z Bielska-Białej. W 2008 roku ukończyła studia architektoniczne.

### Kariera
W 1986 roku wygrała tytuł Miss Polonia 1986. Po konkursie wyjechała do Włoch. W 1988 roku wzięła udział w konkursie New Model Today, na którym osiągnęła sukces, trafiając do znanej agencji modelek w kraju. Niedługo potem zaczęła pojawiać się na okładkach renomowanych pism włoskich i pracowała dla takich projektantów mody, jak m.in. Ricardo Guy i Giorgio Armani.

## Życie prywatne
Jej mężem jest włoski architekt o imieniu David, z którym ma dwójkę dzieci. Renata Fatla z całą rodziną mieszka w Toskanii, gdzie prowadzi biuro architektoniczne.